# Знищення захисту (шахи)
Знищення захисту — тактичний прийом, що його використовують для усунення (шляхом жертв або розмінів) фігур або пішаків суперника, що захищають або прикривають інші фігури (зокрема, короля). Нерідко знищення захисту — складовий елемент різних комбінацій.
|   | a | b | c | d | e | f | g | h |   |
| 8 | c8 чорна тура · f8 чорний ферзь · g8 чорний король · a7 чорна тура · f7 чорний пішак · h7 чорний пішак · a6 чорний слон · e6 чорний пішак · f6 білий слон · g6 чорний пішак · h6 білий ферзь · a5 чорний кінь · e5 білий пішак · h5 білий пішак · a4 чорний пішак · d4 чорний пішак · h4 біла тура · a3 білий пішак · g3 білий пішак · c2 чорний пішак · f2 білий пішак · g2 білий слон · a1 біла тура · g1 білий король | c8 чорна тура · f8 чорний ферзь · g8 чорний король · a7 чорна тура · f7 чорний пішак · h7 чорний пішак · a6 чорний слон · e6 чорний пішак · f6 білий слон · g6 чорний пішак · h6 білий ферзь · a5 чорний кінь · e5 білий пішак · h5 білий пішак · a4 чорний пішак · d4 чорний пішак · h4 біла тура · a3 білий пішак · g3 білий пішак · c2 чорний пішак · f2 білий пішак · g2 білий слон · a1 біла тура · g1 білий король | c8 чорна тура · f8 чорний ферзь · g8 чорний король · a7 чорна тура · f7 чорний пішак · h7 чорний пішак · a6 чорний слон · e6 чорний пішак · f6 білий слон · g6 чорний пішак · h6 білий ферзь · a5 чорний кінь · e5 білий пішак · h5 білий пішак · a4 чорний пішак · d4 чорний пішак · h4 біла тура · a3 білий пішак · g3 білий пішак · c2 чорний пішак · f2 білий пішак · g2 білий слон · a1 біла тура · g1 білий король | c8 чорна тура · f8 чорний ферзь · g8 чорний король · a7 чорна тура · f7 чорний пішак · h7 чорний пішак · a6 чорний слон · e6 чорний пішак · f6 білий слон · g6 чорний пішак · h6 білий ферзь · a5 чорний кінь · e5 білий пішак · h5 білий пішак · a4 чорний пішак · d4 чорний пішак · h4 біла тура · a3 білий пішак · g3 білий пішак · c2 чорний пішак · f2 білий пішак · g2 білий слон · a1 біла тура · g1 білий король | c8 чорна тура · f8 чорний ферзь · g8 чорний король · a7 чорна тура · f7 чорний пішак · h7 чорний пішак · a6 чорний слон · e6 чорний пішак · f6 білий слон · g6 чорний пішак · h6 білий ферзь · a5 чорний кінь · e5 білий пішак · h5 білий пішак · a4 чорний пішак · d4 чорний пішак · h4 біла тура · a3 білий пішак · g3 білий пішак · c2 чорний пішак · f2 білий пішак · g2 білий слон · a1 біла тура · g1 білий король | c8 чорна тура · f8 чорний ферзь · g8 чорний король · a7 чорна тура · f7 чорний пішак · h7 чорний пішак · a6 чорний слон · e6 чорний пішак · f6 білий слон · g6 чорний пішак · h6 білий ферзь · a5 чорний кінь · e5 білий пішак · h5 білий пішак · a4 чорний пішак · d4 чорний пішак · h4 біла тура · a3 білий пішак · g3 білий пішак · c2 чорний пішак · f2 білий пішак · g2 білий слон · a1 біла тура · g1 білий король | c8 чорна тура · f8 чорний ферзь · g8 чорний король · a7 чорна тура · f7 чорний пішак · h7 чорний пішак · a6 чорний слон · e6 чорний пішак · f6 білий слон · g6 чорний пішак · h6 білий ферзь · a5 чорний кінь · e5 білий пішак · h5 білий пішак · a4 чорний пішак · d4 чорний пішак · h4 біла тура · a3 білий пішак · g3 білий пішак · c2 чорний пішак · f2 білий пішак · g2 білий слон · a1 біла тура · g1 білий король | c8 чорна тура · f8 чорний ферзь · g8 чорний король · a7 чорна тура · f7 чорний пішак · h7 чорний пішак · a6 чорний слон · e6 чорний пішак · f6 білий слон · g6 чорний пішак · h6 білий ферзь · a5 чорний кінь · e5 білий пішак · h5 білий пішак · a4 чорний пішак · d4 чорний пішак · h4 біла тура · a3 білий пішак · g3 білий пішак · c2 чорний пішак · f2 білий пішак · g2 білий слон · a1 біла тура · g1 білий король | 8 |
| 7 | c8 чорна тура · f8 чорний ферзь · g8 чорний король · a7 чорна тура · f7 чорний пішак · h7 чорний пішак · a6 чорний слон · e6 чорний пішак · f6 білий слон · g6 чорний пішак · h6 білий ферзь · a5 чорний кінь · e5 білий пішак · h5 білий пішак · a4 чорний пішак · d4 чорний пішак · h4 біла тура · a3 білий пішак · g3 білий пішак · c2 чорний пішак · f2 білий пішак · g2 білий слон · a1 біла тура · g1 білий король | c8 чорна тура · f8 чорний ферзь · g8 чорний король · a7 чорна тура · f7 чорний пішак · h7 чорний пішак · a6 чорний слон · e6 чорний пішак · f6 білий слон · g6 чорний пішак · h6 білий ферзь · a5 чорний кінь · e5 білий пішак · h5 білий пішак · a4 чорний пішак · d4 чорний пішак · h4 біла тура · a3 білий пішак · g3 білий пішак · c2 чорний пішак · f2 білий пішак · g2 білий слон · a1 біла тура · g1 білий король | c8 чорна тура · f8 чорний ферзь · g8 чорний король · a7 чорна тура · f7 чорний пішак · h7 чорний пішак · a6 чорний слон · e6 чорний пішак · f6 білий слон · g6 чорний пішак · h6 білий ферзь · a5 чорний кінь · e5 білий пішак · h5 білий пішак · a4 чорний пішак · d4 чорний пішак · h4 біла тура · a3 білий пішак · g3 білий пішак · c2 чорний пішак · f2 білий пішак · g2 білий слон · a1 біла тура · g1 білий король | c8 чорна тура · f8 чорний ферзь · g8 чорний король · a7 чорна тура · f7 чорний пішак · h7 чорний пішак · a6 чорний слон · e6 чорний пішак · f6 білий слон · g6 чорний пішак · h6 білий ферзь · a5 чорний кінь · e5 білий пішак · h5 білий пішак · a4 чорний пішак · d4 чорний пішак · h4 біла тура · a3 білий пішак · g3 білий пішак · c2 чорний пішак · f2 білий пішак · g2 білий слон · a1 біла тура · g1 білий король | c8 чорна тура · f8 чорний ферзь · g8 чорний король · a7 чорна тура · f7 чорний пішак · h7 чорний пішак · a6 чорний слон · e6 чорний пішак · f6 білий слон · g6 чорний пішак · h6 білий ферзь · a5 чорний кінь · e5 білий пішак · h5 білий пішак · a4 чорний пішак · d4 чорний пішак · h4 біла тура · a3 білий пішак · g3 білий пішак · c2 чорний пішак · f2 білий пішак · g2 білий слон · a1 біла тура · g1 білий король | c8 чорна тура · f8 чорний ферзь · g8 чорний король · a7 чорна тура · f7 чорний пішак · h7 чорний пішак · a6 чорний слон · e6 чорний пішак · f6 білий слон · g6 чорний пішак · h6 білий ферзь · a5 чорний кінь · e5 білий пішак · h5 білий пішак · a4 чорний пішак · d4 чорний пішак · h4 біла тура · a3 білий пішак · g3 білий пішак · c2 чорний пішак · f2 білий пішак · g2 білий слон · a1 біла тура · g1 білий король | c8 чорна тура · f8 чорний ферзь · g8 чорний король · a7 чорна тура · f7 чорний пішак · h7 чорний пішак · a6 чорний слон · e6 чорний пішак · f6 білий слон · g6 чорний пішак · h6 білий ферзь · a5 чорний кінь · e5 білий пішак · h5 білий пішак · a4 чорний пішак · d4 чорний пішак · h4 біла тура · a3 білий пішак · g3 білий пішак · c2 чорний пішак · f2 білий пішак · g2 білий слон · a1 біла тура · g1 білий король | c8 чорна тура · f8 чорний ферзь · g8 чорний король · a7 чорна тура · f7 чорний пішак · h7 чорний пішак · a6 чорний слон · e6 чорний пішак · f6 білий слон · g6 чорний пішак · h6 білий ферзь · a5 чорний кінь · e5 білий пішак · h5 білий пішак · a4 чорний пішак · d4 чорний пішак · h4 біла тура · a3 білий пішак · g3 білий пішак · c2 чорний пішак · f2 білий пішак · g2 білий слон · a1 біла тура · g1 білий король | 7 |
| 6 | c8 чорна тура · f8 чорний ферзь · g8 чорний король · a7 чорна тура · f7 чорний пішак · h7 чорний пішак · a6 чорний слон · e6 чорний пішак · f6 білий слон · g6 чорний пішак · h6 білий ферзь · a5 чорний кінь · e5 білий пішак · h5 білий пішак · a4 чорний пішак · d4 чорний пішак · h4 біла тура · a3 білий пішак · g3 білий пішак · c2 чорний пішак · f2 білий пішак · g2 білий слон · a1 біла тура · g1 білий король | c8 чорна тура · f8 чорний ферзь · g8 чорний король · a7 чорна тура · f7 чорний пішак · h7 чорний пішак · a6 чорний слон · e6 чорний пішак · f6 білий слон · g6 чорний пішак · h6 білий ферзь · a5 чорний кінь · e5 білий пішак · h5 білий пішак · a4 чорний пішак · d4 чорний пішак · h4 біла тура · a3 білий пішак · g3 білий пішак · c2 чорний пішак · f2 білий пішак · g2 білий слон · a1 біла тура · g1 білий король | c8 чорна тура · f8 чорний ферзь · g8 чорний король · a7 чорна тура · f7 чорний пішак · h7 чорний пішак · a6 чорний слон · e6 чорний пішак · f6 білий слон · g6 чорний пішак · h6 білий ферзь · a5 чорний кінь · e5 білий пішак · h5 білий пішак · a4 чорний пішак · d4 чорний пішак · h4 біла тура · a3 білий пішак · g3 білий пішак · c2 чорний пішак · f2 білий пішак · g2 білий слон · a1 біла тура · g1 білий король | c8 чорна тура · f8 чорний ферзь · g8 чорний король · a7 чорна тура · f7 чорний пішак · h7 чорний пішак · a6 чорний слон · e6 чорний пішак · f6 білий слон · g6 чорний пішак · h6 білий ферзь · a5 чорний кінь · e5 білий пішак · h5 білий пішак · a4 чорний пішак · d4 чорний пішак · h4 біла тура · a3 білий пішак · g3 білий пішак · c2 чорний пішак · f2 білий пішак · g2 білий слон · a1 біла тура · g1 білий король | c8 чорна тура · f8 чорний ферзь · g8 чорний король · a7 чорна тура · f7 чорний пішак · h7 чорний пішак · a6 чорний слон · e6 чорний пішак · f6 білий слон · g6 чорний пішак · h6 білий ферзь · a5 чорний кінь · e5 білий пішак · h5 білий пішак · a4 чорний пішак · d4 чорний пішак · h4 біла тура · a3 білий пішак · g3 білий пішак · c2 чорний пішак · f2 білий пішак · g2 білий слон · a1 біла тура · g1 білий король | c8 чорна тура · f8 чорний ферзь · g8 чорний король · a7 чорна тура · f7 чорний пішак · h7 чорний пішак · a6 чорний слон · e6 чорний пішак · f6 білий слон · g6 чорний пішак · h6 білий ферзь · a5 чорний кінь · e5 білий пішак · h5 білий пішак · a4 чорний пішак · d4 чорний пішак · h4 біла тура · a3 білий пішак · g3 білий пішак · c2 чорний пішак · f2 білий пішак · g2 білий слон · a1 біла тура · g1 білий король | c8 чорна тура · f8 чорний ферзь · g8 чорний король · a7 чорна тура · f7 чорний пішак · h7 чорний пішак · a6 чорний слон · e6 чорний пішак · f6 білий слон · g6 чорний пішак · h6 білий ферзь · a5 чорний кінь · e5 білий пішак · h5 білий пішак · a4 чорний пішак · d4 чорний пішак · h4 біла тура · a3 білий пішак · g3 білий пішак · c2 чорний пішак · f2 білий пішак · g2 білий слон · a1 біла тура · g1 білий король | c8 чорна тура · f8 чорний ферзь · g8 чорний король · a7 чорна тура · f7 чорний пішак · h7 чорний пішак · a6 чорний слон · e6 чорний пішак · f6 білий слон · g6 чорний пішак · h6 білий ферзь · a5 чорний кінь · e5 білий пішак · h5 білий пішак · a4 чорний пішак · d4 чорний пішак · h4 біла тура · a3 білий пішак · g3 білий пішак · c2 чорний пішак · f2 білий пішак · g2 білий слон · a1 біла тура · g1 білий король | 6 |
| 5 | c8 чорна тура · f8 чорний ферзь · g8 чорний король · a7 чорна тура · f7 чорний пішак · h7 чорний пішак · a6 чорний слон · e6 чорний пішак · f6 білий слон · g6 чорний пішак · h6 білий ферзь · a5 чорний кінь · e5 білий пішак · h5 білий пішак · a4 чорний пішак · d4 чорний пішак · h4 біла тура · a3 білий пішак · g3 білий пішак · c2 чорний пішак · f2 білий пішак · g2 білий слон · a1 біла тура · g1 білий король | c8 чорна тура · f8 чорний ферзь · g8 чорний король · a7 чорна тура · f7 чорний пішак · h7 чорний пішак · a6 чорний слон · e6 чорний пішак · f6 білий слон · g6 чорний пішак · h6 білий ферзь · a5 чорний кінь · e5 білий пішак · h5 білий пішак · a4 чорний пішак · d4 чорний пішак · h4 біла тура · a3 білий пішак · g3 білий пішак · c2 чорний пішак · f2 білий пішак · g2 білий слон · a1 біла тура · g1 білий король | c8 чорна тура · f8 чорний ферзь · g8 чорний король · a7 чорна тура · f7 чорний пішак · h7 чорний пішак · a6 чорний слон · e6 чорний пішак · f6 білий слон · g6 чорний пішак · h6 білий ферзь · a5 чорний кінь · e5 білий пішак · h5 білий пішак · a4 чорний пішак · d4 чорний пішак · h4 біла тура · a3 білий пішак · g3 білий пішак · c2 чорний пішак · f2 білий пішак · g2 білий слон · a1 біла тура · g1 білий король | c8 чорна тура · f8 чорний ферзь · g8 чорний король · a7 чорна тура · f7 чорний пішак · h7 чорний пішак · a6 чорний слон · e6 чорний пішак · f6 білий слон · g6 чорний пішак · h6 білий ферзь · a5 чорний кінь · e5 білий пішак · h5 білий пішак · a4 чорний пішак · d4 чорний пішак · h4 біла тура · a3 білий пішак · g3 білий пішак · c2 чорний пішак · f2 білий пішак · g2 білий слон · a1 біла тура · g1 білий король | c8 чорна тура · f8 чорний ферзь · g8 чорний король · a7 чорна тура · f7 чорний пішак · h7 чорний пішак · a6 чорний слон · e6 чорний пішак · f6 білий слон · g6 чорний пішак · h6 білий ферзь · a5 чорний кінь · e5 білий пішак · h5 білий пішак · a4 чорний пішак · d4 чорний пішак · h4 біла тура · a3 білий пішак · g3 білий пішак · c2 чорний пішак · f2 білий пішак · g2 білий слон · a1 біла тура · g1 білий король | c8 чорна тура · f8 чорний ферзь · g8 чорний король · a7 чорна тура · f7 чорний пішак · h7 чорний пішак · a6 чорний слон · e6 чорний пішак · f6 білий слон · g6 чорний пішак · h6 білий ферзь · a5 чорний кінь · e5 білий пішак · h5 білий пішак · a4 чорний пішак · d4 чорний пішак · h4 біла тура · a3 білий пішак · g3 білий пішак · c2 чорний пішак · f2 білий пішак · g2 білий слон · a1 біла тура · g1 білий король | c8 чорна тура · f8 чорний ферзь · g8 чорний король · a7 чорна тура · f7 чорний пішак · h7 чорний пішак · a6 чорний слон · e6 чорний пішак · f6 білий слон · g6 чорний пішак · h6 білий ферзь · a5 чорний кінь · e5 білий пішак · h5 білий пішак · a4 чорний пішак · d4 чорний пішак · h4 біла тура · a3 білий пішак · g3 білий пішак · c2 чорний пішак · f2 білий пішак · g2 білий слон · a1 біла тура · g1 білий король | c8 чорна тура · f8 чорний ферзь · g8 чорний король · a7 чорна тура · f7 чорний пішак · h7 чорний пішак · a6 чорний слон · e6 чорний пішак · f6 білий слон · g6 чорний пішак · h6 білий ферзь · a5 чорний кінь · e5 білий пішак · h5 білий пішак · a4 чорний пішак · d4 чорний пішак · h4 біла тура · a3 білий пішак · g3 білий пішак · c2 чорний пішак · f2 білий пішак · g2 білий слон · a1 біла тура · g1 білий король | 5 |
| 4 | c8 чорна тура · f8 чорний ферзь · g8 чорний король · a7 чорна тура · f7 чорний пішак · h7 чорний пішак · a6 чорний слон · e6 чорний пішак · f6 білий слон · g6 чорний пішак · h6 білий ферзь · a5 чорний кінь · e5 білий пішак · h5 білий пішак · a4 чорний пішак · d4 чорний пішак · h4 біла тура · a3 білий пішак · g3 білий пішак · c2 чорний пішак · f2 білий пішак · g2 білий слон · a1 біла тура · g1 білий король | c8 чорна тура · f8 чорний ферзь · g8 чорний король · a7 чорна тура · f7 чорний пішак · h7 чорний пішак · a6 чорний слон · e6 чорний пішак · f6 білий слон · g6 чорний пішак · h6 білий ферзь · a5 чорний кінь · e5 білий пішак · h5 білий пішак · a4 чорний пішак · d4 чорний пішак · h4 біла тура · a3 білий пішак · g3 білий пішак · c2 чорний пішак · f2 білий пішак · g2 білий слон · a1 біла тура · g1 білий король | c8 чорна тура · f8 чорний ферзь · g8 чорний король · a7 чорна тура · f7 чорний пішак · h7 чорний пішак · a6 чорний слон · e6 чорний пішак · f6 білий слон · g6 чорний пішак · h6 білий ферзь · a5 чорний кінь · e5 білий пішак · h5 білий пішак · a4 чорний пішак · d4 чорний пішак · h4 біла тура · a3 білий пішак · g3 білий пішак · c2 чорний пішак · f2 білий пішак · g2 білий слон · a1 біла тура · g1 білий король | c8 чорна тура · f8 чорний ферзь · g8 чорний король · a7 чорна тура · f7 чорний пішак · h7 чорний пішак · a6 чорний слон · e6 чорний пішак · f6 білий слон · g6 чорний пішак · h6 білий ферзь · a5 чорний кінь · e5 білий пішак · h5 білий пішак · a4 чорний пішак · d4 чорний пішак · h4 біла тура · a3 білий пішак · g3 білий пішак · c2 чорний пішак · f2 білий пішак · g2 білий слон · a1 біла тура · g1 білий король | c8 чорна тура · f8 чорний ферзь · g8 чорний король · a7 чорна тура · f7 чорний пішак · h7 чорний пішак · a6 чорний слон · e6 чорний пішак · f6 білий слон · g6 чорний пішак · h6 білий ферзь · a5 чорний кінь · e5 білий пішак · h5 білий пішак · a4 чорний пішак · d4 чорний пішак · h4 біла тура · a3 білий пішак · g3 білий пішак · c2 чорний пішак · f2 білий пішак · g2 білий слон · a1 біла тура · g1 білий король | c8 чорна тура · f8 чорний ферзь · g8 чорний король · a7 чорна тура · f7 чорний пішак · h7 чорний пішак · a6 чорний слон · e6 чорний пішак · f6 білий слон · g6 чорний пішак · h6 білий ферзь · a5 чорний кінь · e5 білий пішак · h5 білий пішак · a4 чорний пішак · d4 чорний пішак · h4 біла тура · a3 білий пішак · g3 білий пішак · c2 чорний пішак · f2 білий пішак · g2 білий слон · a1 біла тура · g1 білий король | c8 чорна тура · f8 чорний ферзь · g8 чорний король · a7 чорна тура · f7 чорний пішак · h7 чорний пішак · a6 чорний слон · e6 чорний пішак · f6 білий слон · g6 чорний пішак · h6 білий ферзь · a5 чорний кінь · e5 білий пішак · h5 білий пішак · a4 чорний пішак · d4 чорний пішак · h4 біла тура · a3 білий пішак · g3 білий пішак · c2 чорний пішак · f2 білий пішак · g2 білий слон · a1 біла тура · g1 білий король | c8 чорна тура · f8 чорний ферзь · g8 чорний король · a7 чорна тура · f7 чорний пішак · h7 чорний пішак · a6 чорний слон · e6 чорний пішак · f6 білий слон · g6 чорний пішак · h6 білий ферзь · a5 чорний кінь · e5 білий пішак · h5 білий пішак · a4 чорний пішак · d4 чорний пішак · h4 біла тура · a3 білий пішак · g3 білий пішак · c2 чорний пішак · f2 білий пішак · g2 білий слон · a1 біла тура · g1 білий король | 4 |
| 3 | c8 чорна тура · f8 чорний ферзь · g8 чорний король · a7 чорна тура · f7 чорний пішак · h7 чорний пішак · a6 чорний слон · e6 чорний пішак · f6 білий слон · g6 чорний пішак · h6 білий ферзь · a5 чорний кінь · e5 білий пішак · h5 білий пішак · a4 чорний пішак · d4 чорний пішак · h4 біла тура · a3 білий пішак · g3 білий пішак · c2 чорний пішак · f2 білий пішак · g2 білий слон · a1 біла тура · g1 білий король | c8 чорна тура · f8 чорний ферзь · g8 чорний король · a7 чорна тура · f7 чорний пішак · h7 чорний пішак · a6 чорний слон · e6 чорний пішак · f6 білий слон · g6 чорний пішак · h6 білий ферзь · a5 чорний кінь · e5 білий пішак · h5 білий пішак · a4 чорний пішак · d4 чорний пішак · h4 біла тура · a3 білий пішак · g3 білий пішак · c2 чорний пішак · f2 білий пішак · g2 білий слон · a1 біла тура · g1 білий король | c8 чорна тура · f8 чорний ферзь · g8 чорний король · a7 чорна тура · f7 чорний пішак · h7 чорний пішак · a6 чорний слон · e6 чорний пішак · f6 білий слон · g6 чорний пішак · h6 білий ферзь · a5 чорний кінь · e5 білий пішак · h5 білий пішак · a4 чорний пішак · d4 чорний пішак · h4 біла тура · a3 білий пішак · g3 білий пішак · c2 чорний пішак · f2 білий пішак · g2 білий слон · a1 біла тура · g1 білий король | c8 чорна тура · f8 чорний ферзь · g8 чорний король · a7 чорна тура · f7 чорний пішак · h7 чорний пішак · a6 чорний слон · e6 чорний пішак · f6 білий слон · g6 чорний пішак · h6 білий ферзь · a5 чорний кінь · e5 білий пішак · h5 білий пішак · a4 чорний пішак · d4 чорний пішак · h4 біла тура · a3 білий пішак · g3 білий пішак · c2 чорний пішак · f2 білий пішак · g2 білий слон · a1 біла тура · g1 білий король | c8 чорна тура · f8 чорний ферзь · g8 чорний король · a7 чорна тура · f7 чорний пішак · h7 чорний пішак · a6 чорний слон · e6 чорний пішак · f6 білий слон · g6 чорний пішак · h6 білий ферзь · a5 чорний кінь · e5 білий пішак · h5 білий пішак · a4 чорний пішак · d4 чорний пішак · h4 біла тура · a3 білий пішак · g3 білий пішак · c2 чорний пішак · f2 білий пішак · g2 білий слон · a1 біла тура · g1 білий король | c8 чорна тура · f8 чорний ферзь · g8 чорний король · a7 чорна тура · f7 чорний пішак · h7 чорний пішак · a6 чорний слон · e6 чорний пішак · f6 білий слон · g6 чорний пішак · h6 білий ферзь · a5 чорний кінь · e5 білий пішак · h5 білий пішак · a4 чорний пішак · d4 чорний пішак · h4 біла тура · a3 білий пішак · g3 білий пішак · c2 чорний пішак · f2 білий пішак · g2 білий слон · a1 біла тура · g1 білий король | c8 чорна тура · f8 чорний ферзь · g8 чорний король · a7 чорна тура · f7 чорний пішак · h7 чорний пішак · a6 чорний слон · e6 чорний пішак · f6 білий слон · g6 чорний пішак · h6 білий ферзь · a5 чорний кінь · e5 білий пішак · h5 білий пішак · a4 чорний пішак · d4 чорний пішак · h4 біла тура · a3 білий пішак · g3 білий пішак · c2 чорний пішак · f2 білий пішак · g2 білий слон · a1 біла тура · g1 білий король | c8 чорна тура · f8 чорний ферзь · g8 чорний король · a7 чорна тура · f7 чорний пішак · h7 чорний пішак · a6 чорний слон · e6 чорний пішак · f6 білий слон · g6 чорний пішак · h6 білий ферзь · a5 чорний кінь · e5 білий пішак · h5 білий пішак · a4 чорний пішак · d4 чорний пішак · h4 біла тура · a3 білий пішак · g3 білий пішак · c2 чорний пішак · f2 білий пішак · g2 білий слон · a1 біла тура · g1 білий король | 3 |
| 2 | c8 чорна тура · f8 чорний ферзь · g8 чорний король · a7 чорна тура · f7 чорний пішак · h7 чорний пішак · a6 чорний слон · e6 чорний пішак · f6 білий слон · g6 чорний пішак · h6 білий ферзь · a5 чорний кінь · e5 білий пішак · h5 білий пішак · a4 чорний пішак · d4 чорний пішак · h4 біла тура · a3 білий пішак · g3 білий пішак · c2 чорний пішак · f2 білий пішак · g2 білий слон · a1 біла тура · g1 білий король | c8 чорна тура · f8 чорний ферзь · g8 чорний король · a7 чорна тура · f7 чорний пішак · h7 чорний пішак · a6 чорний слон · e6 чорний пішак · f6 білий слон · g6 чорний пішак · h6 білий ферзь · a5 чорний кінь · e5 білий пішак · h5 білий пішак · a4 чорний пішак · d4 чорний пішак · h4 біла тура · a3 білий пішак · g3 білий пішак · c2 чорний пішак · f2 білий пішак · g2 білий слон · a1 біла тура · g1 білий король | c8 чорна тура · f8 чорний ферзь · g8 чорний король · a7 чорна тура · f7 чорний пішак · h7 чорний пішак · a6 чорний слон · e6 чорний пішак · f6 білий слон · g6 чорний пішак · h6 білий ферзь · a5 чорний кінь · e5 білий пішак · h5 білий пішак · a4 чорний пішак · d4 чорний пішак · h4 біла тура · a3 білий пішак · g3 білий пішак · c2 чорний пішак · f2 білий пішак · g2 білий слон · a1 біла тура · g1 білий король | c8 чорна тура · f8 чорний ферзь · g8 чорний король · a7 чорна тура · f7 чорний пішак · h7 чорний пішак · a6 чорний слон · e6 чорний пішак · f6 білий слон · g6 чорний пішак · h6 білий ферзь · a5 чорний кінь · e5 білий пішак · h5 білий пішак · a4 чорний пішак · d4 чорний пішак · h4 біла тура · a3 білий пішак · g3 білий пішак · c2 чорний пішак · f2 білий пішак · g2 білий слон · a1 біла тура · g1 білий король | c8 чорна тура · f8 чорний ферзь · g8 чорний король · a7 чорна тура · f7 чорний пішак · h7 чорний пішак · a6 чорний слон · e6 чорний пішак · f6 білий слон · g6 чорний пішак · h6 білий ферзь · a5 чорний кінь · e5 білий пішак · h5 білий пішак · a4 чорний пішак · d4 чорний пішак · h4 біла тура · a3 білий пішак · g3 білий пішак · c2 чорний пішак · f2 білий пішак · g2 білий слон · a1 біла тура · g1 білий король | c8 чорна тура · f8 чорний ферзь · g8 чорний король · a7 чорна тура · f7 чорний пішак · h7 чорний пішак · a6 чорний слон · e6 чорний пішак · f6 білий слон · g6 чорний пішак · h6 білий ферзь · a5 чорний кінь · e5 білий пішак · h5 білий пішак · a4 чорний пішак · d4 чорний пішак · h4 біла тура · a3 білий пішак · g3 білий пішак · c2 чорний пішак · f2 білий пішак · g2 білий слон · a1 біла тура · g1 білий король | c8 чорна тура · f8 чорний ферзь · g8 чорний король · a7 чорна тура · f7 чорний пішак · h7 чорний пішак · a6 чорний слон · e6 чорний пішак · f6 білий слон · g6 чорний пішак · h6 білий ферзь · a5 чорний кінь · e5 білий пішак · h5 білий пішак · a4 чорний пішак · d4 чорний пішак · h4 біла тура · a3 білий пішак · g3 білий пішак · c2 чорний пішак · f2 білий пішак · g2 білий слон · a1 біла тура · g1 білий король | c8 чорна тура · f8 чорний ферзь · g8 чорний король · a7 чорна тура · f7 чорний пішак · h7 чорний пішак · a6 чорний слон · e6 чорний пішак · f6 білий слон · g6 чорний пішак · h6 білий ферзь · a5 чорний кінь · e5 білий пішак · h5 білий пішак · a4 чорний пішак · d4 чорний пішак · h4 біла тура · a3 білий пішак · g3 білий пішак · c2 чорний пішак · f2 білий пішак · g2 білий слон · a1 біла тура · g1 білий король | 2 |
| 1 | c8 чорна тура · f8 чорний ферзь · g8 чорний король · a7 чорна тура · f7 чорний пішак · h7 чорний пішак · a6 чорний слон · e6 чорний пішак · f6 білий слон · g6 чорний пішак · h6 білий ферзь · a5 чорний кінь · e5 білий пішак · h5 білий пішак · a4 чорний пішак · d4 чорний пішак · h4 біла тура · a3 білий пішак · g3 білий пішак · c2 чорний пішак · f2 білий пішак · g2 білий слон · a1 біла тура · g1 білий король | c8 чорна тура · f8 чорний ферзь · g8 чорний король · a7 чорна тура · f7 чорний пішак · h7 чорний пішак · a6 чорний слон · e6 чорний пішак · f6 білий слон · g6 чорний пішак · h6 білий ферзь · a5 чорний кінь · e5 білий пішак · h5 білий пішак · a4 чорний пішак · d4 чорний пішак · h4 біла тура · a3 білий пішак · g3 білий пішак · c2 чорний пішак · f2 білий пішак · g2 білий слон · a1 біла тура · g1 білий король | c8 чорна тура · f8 чорний ферзь · g8 чорний король · a7 чорна тура · f7 чорний пішак · h7 чорний пішак · a6 чорний слон · e6 чорний пішак · f6 білий слон · g6 чорний пішак · h6 білий ферзь · a5 чорний кінь · e5 білий пішак · h5 білий пішак · a4 чорний пішак · d4 чорний пішак · h4 біла тура · a3 білий пішак · g3 білий пішак · c2 чорний пішак · f2 білий пішак · g2 білий слон · a1 біла тура · g1 білий король | c8 чорна тура · f8 чорний ферзь · g8 чорний король · a7 чорна тура · f7 чорний пішак · h7 чорний пішак · a6 чорний слон · e6 чорний пішак · f6 білий слон · g6 чорний пішак · h6 білий ферзь · a5 чорний кінь · e5 білий пішак · h5 білий пішак · a4 чорний пішак · d4 чорний пішак · h4 біла тура · a3 білий пішак · g3 білий пішак · c2 чорний пішак · f2 білий пішак · g2 білий слон · a1 біла тура · g1 білий король | c8 чорна тура · f8 чорний ферзь · g8 чорний король · a7 чорна тура · f7 чорний пішак · h7 чорний пішак · a6 чорний слон · e6 чорний пішак · f6 білий слон · g6 чорний пішак · h6 білий ферзь · a5 чорний кінь · e5 білий пішак · h5 білий пішак · a4 чорний пішак · d4 чорний пішак · h4 біла тура · a3 білий пішак · g3 білий пішак · c2 чорний пішак · f2 білий пішак · g2 білий слон · a1 біла тура · g1 білий король | c8 чорна тура · f8 чорний ферзь · g8 чорний король · a7 чорна тура · f7 чорний пішак · h7 чорний пішак · a6 чорний слон · e6 чорний пішак · f6 білий слон · g6 чорний пішак · h6 білий ферзь · a5 чорний кінь · e5 білий пішак · h5 білий пішак · a4 чорний пішак · d4 чорний пішак · h4 біла тура · a3 білий пішак · g3 білий пішак · c2 чорний пішак · f2 білий пішак · g2 білий слон · a1 біла тура · g1 білий король | c8 чорна тура · f8 чорний ферзь · g8 чорний король · a7 чорна тура · f7 чорний пішак · h7 чорний пішак · a6 чорний слон · e6 чорний пішак · f6 білий слон · g6 чорний пішак · h6 білий ферзь · a5 чорний кінь · e5 білий пішак · h5 білий пішак · a4 чорний пішак · d4 чорний пішак · h4 біла тура · a3 білий пішак · g3 білий пішак · c2 чорний пішак · f2 білий пішак · g2 білий слон · a1 біла тура · g1 білий король | c8 чорна тура · f8 чорний ферзь · g8 чорний король · a7 чорна тура · f7 чорний пішак · h7 чорний пішак · a6 чорний слон · e6 чорний пішак · f6 білий слон · g6 чорний пішак · h6 білий ферзь · a5 чорний кінь · e5 білий пішак · h5 білий пішак · a4 чорний пішак · d4 чорний пішак · h4 біла тура · a3 білий пішак · g3 білий пішак · c2 чорний пішак · f2 білий пішак · g2 білий слон · a1 біла тура · g1 білий король | 1 |
|   | a | b | c | d | e | f | g | h |   |

В партії Боббі Фішер — Лхамсурен Мягмарсурен (Сус, 1967) білі проводять ефективну  матову комбінацію шляхом знищення захисту : 
 1.Ф: h7+! Кр: h7 
 2.hg+ Кр: g6 
 3.Се4#